# Coppa Svizzera 1953-1954
La Coppa Svizzera 1953-1954 è stata la 29ª edizione della manifestazione calcistica. È iniziata il 4 ottobre 1953 e si è conclusa il 14 aprile 1954.Questa edizione della coppa vide la vittoria finale del La Chaux-de-Fonds.

## Regolamento
Turni ad eliminazione diretta in gara unica. Le partite terminanti in paritá dopo i tempi supplementari, potranno rigiocarsi una sola altra volta, se persiste il pareggio, si ricorre ad un sorteggio per stabilire la squadra qualificata al prossimo turno. Una prima fase vede la qualificazione di squadre attraverso delle eliminatorie regionali. Al terzo turno entrano in lizza le squadre di Lega Nazionale A e B.

## Squadre partecipanti
| Basilea           |
| Bellinzona        |
| Berna             |
| Bienne            |
| Chiasso           |
| Friburgo          |
| Grasshoppers      |
| Grenchen          |
| La Chaux-de-Fonds |
| Losanna           |
| Lucerna           |
| Servette          |
| Young Boys        |
| Zurigo            |

| Aarau              |
| Cantonal Neuchâtel |
| Locarno            |
| Lugano             |
| Malley             |
| San Gallo          |
| Sciaffusa          |
| Soletta            |
| Thun               |
| Urania Ginevra     |
| Wil                |
| Winterthur         |
| Young Fellows      |
| Yverdon            |

| Arbon             |
| Baden             |
| Blue Stars Zurigo |
| Bodio             |
| Brühl             |
| Küsnacht          |
| Mendrisio         |
| Oerlikon          |
| Pro Daro          |
| Red Star Zurigo   |
| Schöftland        |
| Zugo              |

| Burgdorf          |
| Concordia Basilea |
| Derendingen       |
| Helvetia Berna    |
| Kleinhüningen     |
| Lengnau           |
| Moutier           |
| Old Boys Basilea  |
| Olten             |
| Nordstern         |
| Porrentruy        |
| St. Imier         |

| Bienne-Boujean   |
| Central Friburgo |
| Étoile-Sporting  |
| Forward Morges   |
| La Tour-de-Peilz |
| Martigny         |
| Monthey          |
| Montreux-Sports  |
| Sierre           |
| Sion             |
| US Lausanne      |
| Vevey            |

| Bassecourt |
| Brunnen    |
| Chur       |

| Delémont         |
| Frauenfeld       |
| Lachen/Altendorf |

| Luterbach       |
| Neuveville      |
| Plan-les-Ouates |

| Rapid Lugano  |
| Stade Payerne |

| Uster          |
| Victoria Berna |
| Wetzikon       |

### 1º Turno Eliminatorio
| Squadra 1                    | Risultato     | Squadra 2         |
| ---------------------------- | ------------- | ----------------- |
| 4 ottobre 1953               |               |                   |
| Baden                        | 3 - 0         | Lachen/Altendorf  |
| Bienne-Boujean               | 4 - 3         | Luterbach         |
| Brunnen                      | 0 - 2         | Zugo              |
| Chur                         | 0 - 0(d.t.s.) | Wetzikon          |
| Delémont                     | 0 - 2         | Porrentruy        |
| Derendingen                  | 3 - 2(d.t.s.) | Bassecourt        |
| Forward Morges               | 2 - 1         | Vevey             |
| La Tour-de-Peilz             | 1 - 2         | Sion              |
| Neuveville                   | 3 - 1         | Lengnau           |
| Nordstern                    | 1 - 1(d.t.s.) | Concordia Basilea |
| Olten                        | 1 - 5         | Rapid Lugano      |
| Plan-les-Ouates              | 1 - 4         | Monthey           |
| Red Star                     | 0 - 4         | Blue Stars Zurigo |
| Schöftland                   | 2 - 0         | Frauenfeld        |
| Uster                        | 3 - 2(d.t.s.) | Arbon             |
| Victoria Berna               | 4 - 3         | Stade Payerne     |
| 11 ottobre 1953(Ripetizioni) |               |                   |
| Concordia Basilea            | 0 - 3         | Nordstern         |
| Wetzikon                     | 0 - 1         | Chur              |

### 2º Turno Eliminatorio
| Squadra 1                    | Risultato     | Squadra 2      |
| ---------------------------- | ------------- | -------------- |
| 18 ottobre 1953              |               |                |
| Bassecourt                   | 2 - 3         | Porrentruy     |
| Bienne-Boujean               | 5 - 2         | Sion           |
| Blue Stars Zurigo            | 1 - 0         | Rapid Lugano   |
| Chur                         | 0 - 3         | Nordstern      |
| Forward Morges               | 3 - 1         | Monthey        |
| Neuveville                   | 2 - 1         | Victoria Berna |
| Uster                        | 1 - 2         | Schöftland     |
| Zugo                         | 0 - 0(d.t.s.) | Baden          |
| 18 ottobre 1953(Ripetizione) |               |                |
| Baden                        | 2 - 1         | Zugo           |

### 3º Turno Eliminatorio
| Squadra 1       | Risultato | Squadra 2         |
| --------------- | --------- | ----------------- |
| 8 novembre 1953 |           |                   |
| Baden           | 5 - 1     | Schöftland        |
| Bienne-Boujean  | 4 - 2     | Neuveville        |
| Forward Morges  | 4 - 1     | Porrentruy        |
| Nordstern       | 2 - 0     | Blue Stars Zurigo |

### Sedicesimi di Finale
- Entrano in lizza le squadre di Lega Nazionale A e B.

| Squadra 1                 | Risultato     | Squadra 2          |
| ------------------------- | ------------- | ------------------ |
| 3 gennaio 1954            |               |                    |
| Malley                    | 0 - 2         | Servette           |
| 10 gennaio 1954           |               |                    |
| Basilea                   | 0 - 1         | Grenchen           |
| Berna                     | 2 - 0         | Soletta            |
| Friburgo                  | 6 - 2(d.t.s.) | Bienne-Boujean     |
| La Chaux-de-Fonds         | 13 - 1        | Forward Morges     |
| Locarno                   | 4 - 5         | Grasshoppers       |
| Losanna                   | 5 - 1         | Cantonal Neuchâtel |
| Nordstern                 | 3 - 0         | Bienne             |
| San Gallo                 | (Sospesa)     | Winterthur         |
| Sciaffusa                 | 0 - 3         | Chiasso            |
| Thun                      | 2 - 1         | Lucerna            |
| Urania Ginevra            | 3 - 2         | Yverdon            |
| Young Boys                | 5 - 1         | Aarau              |
| Young Fellows             | 3 - 1         | Lugano             |
| Zurigo                    | 1 - 2         | Bellinzona         |
| 17 gennaio 1954(Recuperi) |               |                    |
| San Gallo                 | 3 - 2         | Winterthur         |
| Wil                       | 5 - 1         | Baden              |

### Ottavi di Finale
| Squadra 1                    | Risultato     | Squadra 2         |
| ---------------------------- | ------------- | ----------------- |
| 17 gennaio 1954              |               |                   |
| Chiasso                      | 1 - 1(d.t.s.) | La Chaux-de-Fonds |
| Grasshoppers                 | 7 - 2         | Bellinzona        |
| Losanna                      | 6 - 1         | Thun              |
| Servette                     | 3 - 2         | Berna             |
| Young Boys                   | 7 - 0         | Urania Ginevra    |
| 24 gennaio 1954              |               |                   |
| Friburgo                     | 2 - 1         | Wil               |
| San Gallo                    | 1 - 3         | Nordstern         |
| Young Fellows                | 3 - 1         | Grenchen          |
| 7 febbraio 1954(Ripetizione) |               |                   |
| La Chaux-de-Fonds            | 4 - 1         | Chiasso           |

### Quarti di Finale
| Squadra 1        | Risultato | Squadra 2         |
| ---------------- | --------- | ----------------- |
| 14 febbraio 1954 |           |                   |
| Friburgo         | 4 - 3     | Young Fellows     |
| Grasshoppers     | 2 - 0     | Losanna           |
| Nordstern        | 1 - 4     | Young Boys        |
| Servette         | 2 - 4     | La Chaux-de-Fonds |

### Semifinali
| Squadra 1                  | Risultato     | Squadra 2    |
| -------------------------- | ------------- | ------------ |
| 28 marzo 1954              |               |              |
| Grasshoppers               | 1 - 1(d.t.s.) | Friburgo     |
| La Chaux-de-Fonds          | 4 - 2         | Young Boys   |
| 4 aprile 1954(Ripetizione) |               |              |
| Friburgo                   | 3 - 1         | Grasshoppers |

### Finale
| Arbitro: | Guidi (Bellinzona) |

|                         |           |  |
| Fesselet 31’ Coutaz 77’ | Marcatori |  |